# 장백산맥 혼합림
장백산맥 혼합림(영어: Changbai Mountains mixed forests)은 장백산맥과 개마고원 일대의 온대 활엽수혼합림이다. 만주 혼합림에 에워쌓여 있다. 자연보존된 낙엽수와 구과수가 풍부하다. 상대적으로 외진 오지라 생물다양성이 높다. 1979년, 이 산림의 상당부분이 유네스코에 의해 "장백산 생물권보전지역"으로 지정되었다.